# Matthew Morrison
Matthew James Morrison (Fort Ord, 30 ottobre 1978) è un attore, cantante e ballerino statunitense, principalmente noto per il ruolo del professor Will Schuester nella serie televisiva Glee. Il ruolo ha fatto vincere a Morrison uno Screen Actor Guild Award, un Satellite Awards, ed è stato candidato ai Golden Globe e agli Emmy Awards.
Morrison ha recitato in numerosi spettacoli a Broadway, tra cui Hairspray, The Light in the Piazza, Finding Neverland. Grazie alle sue performance ha ottenuto candidature ai Tony Award, Drama Desk Award e Outer Critics Circle Award. Ha inoltre recitato in numerose serie televisive, tra cui The Good Wife, Younger, Grey's Anatomy, American Horror Story e nei film La ragazza dei tulipani, Space Station 76 e L'amore secondo Dan.
Morrison ha sottoscritto contratti discografici con 222Records e Walt Disney Records, pubblicando tre album, collaborando con artisti come Elton John, Sting e Leona Lewis.

## Biografia

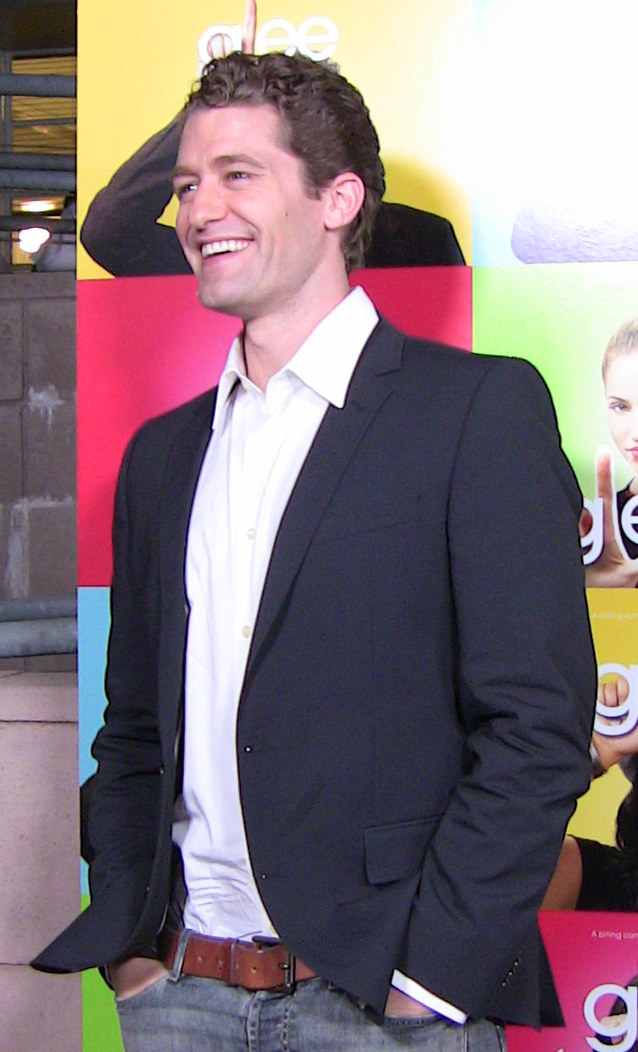
Matthew Morrison a Santa Monica per l'anteprima di Glee (2009)

Nato e cresciuto in California, studia alla Tisch School of the Arts della New York University e alla Orange County High School of the Arts.

### 1999 - 2008: Broadway e l'esordio cinematografico
Nel 1998 ha esordito in teatro a Broadway partecipando ai musical Footloose e The Rocky Horror Show, successivamente ottiene il ruolo di Link Larkin nel musical Hairspray.
Nel 1999 esordisce in televisione partecipando all'episodio Single è bello? della nota serie televisiva Sex and the City. Dopo piccole apparizioni in televisione e al cinema, nel 2005 torna in teatro partecipando al musical The Light In The Piazza, dove interpreta Fabrizio Nacarelli e per il quale ottiene una candidatura al Tony Award e una al Drama Desk Award.
Nel 2006 entra a fare parte del cast della soap opera Così gira il mondo, nel ruolo di Adam Munson, ma lascia bruscamente la serie per l'accavallamento di altri impegni. Nel 2007 riceve la sua seconda candidatura al Drama Desk Award per la sua interpretazione nella produzione off-Broadway 10 Million Miles, nello stesso anno lavora al cinema partecipando a tre film: Scrivimi una canzone, Manuale d'infedeltà per uomini sposati e L'amore secondo Dan.

### 2009-2012: il successo conGleee i primi progetti discografici

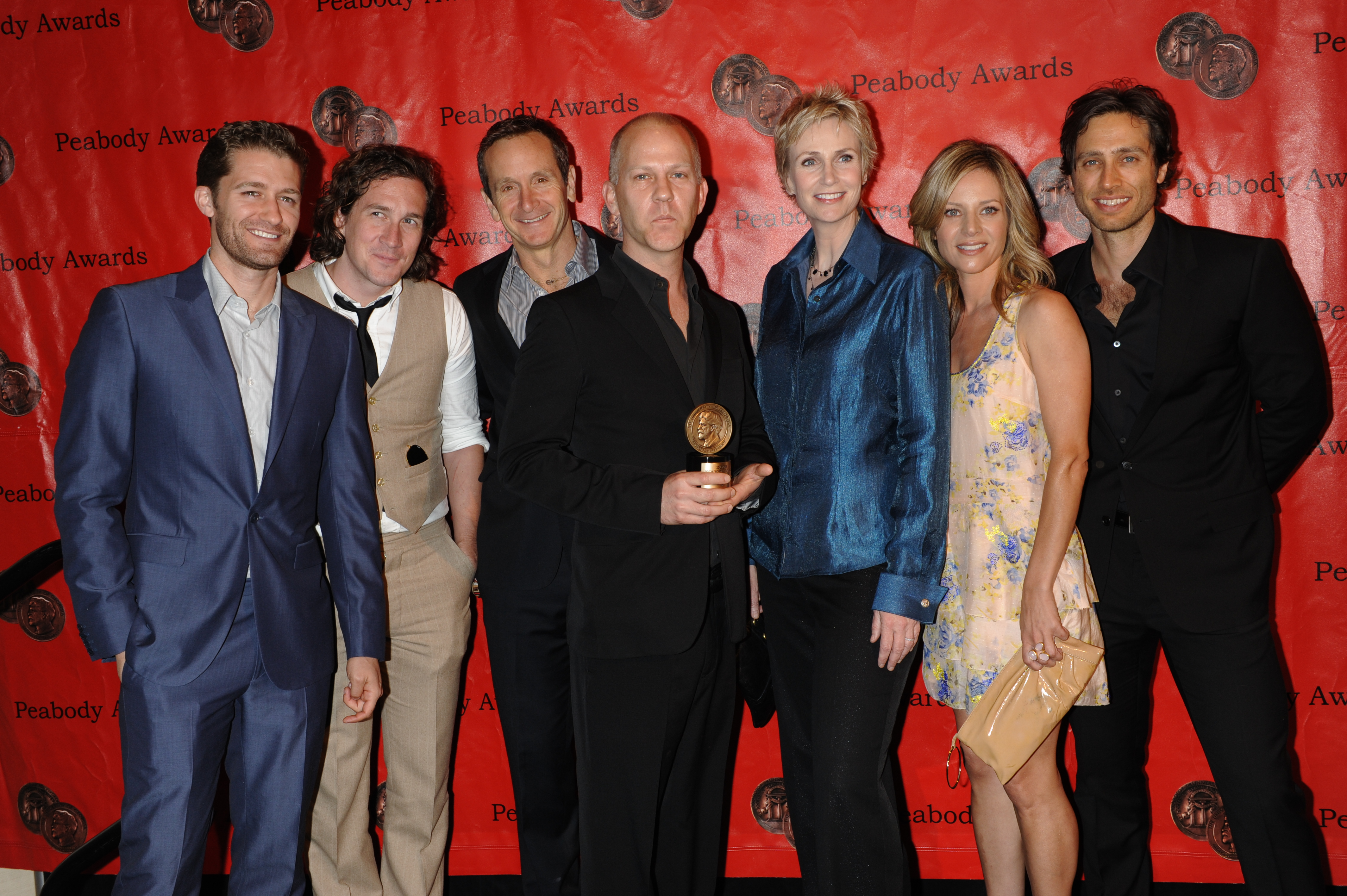
Matthew Morrison con Ian Brennan, Ryan Murphy, Jane Lynch, Jessalyn Gilsig and Brad Falchuk al 69° Peabody Award a New York.

Nel 2009, dopo aver interpretato il protagonista del musical South Pacific, portato in scena al Lincoln Center Theater, Morrison affronta un nuovo impegno televisivo, partecipando alla serie televisiva della Fox Glee. Morrison interpreta il professore di spagnolo Will Schuester che vorrebbe riportare in auge i Glee club, compagnie scolastiche di ballo e canto, recitando al fianco di Lea Michele, Jane Lynch, Cory Monteith e Dianna Agron. Andata in onda dal 2009 al 2015, la serie televisiva riscontra ampio successo a livello internazionale, venendo riconosciuta alle principali premiazioni televisive, facendo ottenere a Morrison uno Screen Actor Guilt Awards, un Satellite Awards, oltre a due nomination ai Golden Globe e una agli Emmy Awards.
Nel gennaio del 2010 firma un contratto discografico con la Mercury Records per la realizzazione del suo album di esordio. L'album, pubblicato il 10 maggio 2011, viene anticipato dal singolo Summer Rain, e include diverse collaborazioni illustri: con Sting in Let Your Soul Be Your Pilot, con Elton John in duetto medley di Mona Lisas and Mad Hatters e Rocket Man, con Gwyneth Paltrow in una cover Over the Rainbow. Il progetto discografico, intitolato Matthew Morrison, esordisce alla posizione numero 24 della Billboard 200, apparendo anche nella classifica australiana e britannica. Morrison partecipa a una data del tour mondiale di Leona Lewis al O2 Arena di Londra per promuovere l'album.
Nel 2012 è il primo artista a firmare un contratto con la 222 Records, la casa discografica fondata da Adam Levine, che produrrà il suo secondo album, Where It All Began, pubblicato il 4 giugno del 2013. L'album ottiene scarso successo nella classifiche internazionali, esordendo alla posizione 95 della Billboard 200. Nel marzo 2012, Morrison è stato protagonista di una performance della commedia Dustin Lance Black, 8 - una ricostruzione in scena del processo federale che ha rovesciato il divieto Prop 8 della California sul matrimonio omosessuale - nel ruolo di Paul Katami.

### 2016-presente: Il ritorno a Broadway e nuovi progetti televisivi
Dopo aver recitato nel film diretto da Jack Plotnick, Space Station 76, Morrison torna a Broadway nel musical Finding Neverland. Il ruolo fa ottenere all'attore una nomination ai Drama Desk Award e una ai Drama League Award. Nel corso del 2016 entra a far parte del cast della serie televisiva The Good Wife e Younger. Nel 2017 viene scelto nel cast di Grey's Anatomy e recita nel film La ragazza dei tulipani sotto la regia di Justin Chadwick.
Nel 2019 recita in American Horror Story nel ruolo di Trevor Kirchner, e viene scelto come giudice e coach del programma televisivo The Greatest Dancer. Nello stesso anno recita nel film cinese Crazy Alien, diretto da Ning Hao. Nel 2020 interpreta il Grinch nel film televisivo Dr. Seuss' The Grinch Musical Live.

## Vita privata
Nel 2006 è stato fidanzato per pochi mesi con l'attrice Chrishell Hartley. Dal 2011 è fidanzato con la modella Renee Puente, con la quale si è sposato il 18 ottobre 2014. Nell'ottobre 2017 la coppia ha avuto il loro primo figlio, Revel James Makai. Il 16 marzo 2021 la coppia annuncia di aspettare un secondo figlio.

## Filmografia

### Cinema
- Il mio amico scongelato (Encino Man), regia di Les Mayfield (1992)
- I colori della vittoria (Primary Colors), regia di Mike Nichols (1998)
- Marci X, regia di Richard Benjamin (2003)
- Scrivimi una canzone (Music and Lyrics), regia di Marc Lawrence (2007)
- Manuale d'infedeltà per uomini sposati (I Think I Love My Wife), regia di Chris Rock (2007)
- L'amore secondo Dan (Dan in Real Life), regia di Peter Hedges (2007)
- Che cosa aspettarsi quando si aspetta (What to Expect When You're Expecting), regia di Kirk Jones (2012)
- Space Station 76, regia di Jack Plotnick (2014)
- Playing It Cool, regia di Justin Reardon (2014)
- After the Reality, regia di David Anderson (2016)
- La ragazza dei tulipani (Tulip Fever), regia di Justin Chadwick (2017)
- Crazy Alien, regia di Ning Hao (2019)

### Televisione
- Sex and the City – serie TV, episodio 2x04 (1999)
- Hack – serie TV, episodio 2x08 (2003)
- C'era una volta una principessa (Once Upon a Mattress), regia di Kathleen Marshall – film TV (2005)
- Law & Order: Criminal Intent – serie TV, episodio 5x13 (2006)
- Sentieri (The Guiding Light) – serial TV, 1 puntata (2006)
- Così gira il mondo (As the World Turns) - serial TV, 17 puntate (2006)
- CSI: Miami – serie TV, episodio 5x19 (2007)
- Ghost Whisperer - Presenze (Ghost Whisperer) – serie TV, episodio 3x08 (2007)
- Numb3rs – serie TV, episodio 4x12 (2008)
- The Oaks – serie TV, episodio pilota (2008)
- Taking Chance - Il ritorno di un eroe (Taking Chance), regia di Ross Katz – film TV (2009)
- Glee - serie TV, 110 episodi (2009-2015) – Will Schuester
- The Cleveland Show – serie TV, 1 episodio (2011) - doppiatore
- Men at Work – serie TV, 1 episodio (2014)
- The Good Wife – serie TV, 6 episodi (2016)
- Younger – serie TV, episodio 2x9 (2016)
- Grey's Anatomy – serie TV, 4 episodi (2017-2018)
- American Horror Story – serie TV, 8 episodi (2019)
- The Greatest Dancer – programma TV (2019-2020)
- Dr. Seuss' The Grinch Musical Live! – film TV (2020)

## Teatro
- Footloose, musiche di Tom Snow, regia di Walter Bobbie. Richard Rodgers Theatre (1998-1999)
- The Rocky Horror Show, musiche di Richard O'Brien, regia di Christopher Ashley. Circle in the Square Theatre (2000-2002)
- Sunday in the Park with George, musiche di Stephen Sondheim, regia di Eric D. Schaeffer. Kennedy Center (2001)
- Hairspray, musiche di Marc Shaiman, regia di Jack O'Brien. Neil Simon Theatre (2002-2004)
- Catch Me If You Can, musiche di Marc Shaiman, regia di Jack O'Brien (2005)
- The Light in the Piazza, musiche di Adam Guettel, regia di Bartlett Sher. Vivian Beaumont Theater e tournée statunitense (2005-2006)
- Chess, musiche di Benny Andersson e Björn Ulvaeus, regia di Michael Brian Purcell. Ford Amphitheatre (2007)
- South Pacific, musiche di Richard Rodgers, regia di Bartlett Sher. Vivian Beaumont Theater (2008-2009)
- The Rocky Horror Show, musiche di Richard O'Brien, regia di Kenny Ortega. Wiltern Theatre (2010)
- Finding Neverland, musiche di Scott Frankel, Gary Barlow e Eliot Kennedy, regia di Diane Paulus. Lunt-Fontanne Theatre (2015)
- Damn Yankees, musiche di Richard Adler e Jerry Ross, regia di Kathleen Marshall. Roundabout Theatre Company (2017)
- Chicago, musiche di John Kander. Tournée giapponese (2024)

## Discografia

### Album in studio
- 2011 – Matthew Morrison
- 2013 – Where It All Began
- 2020 – Disney Dreamin' with Matthew Morrison

### Extended play
- 2013 – A Classic Christmas

### Singoli
- 2011 – Summer Rain
- 2011 – Still Got Tonight
- 2013 – It Don't Mean a Thing

## Riconoscimenti
- Drama Desk Award
  - 2005 — Candidatura al miglior attore in un musical per The Light in the Piazza[13]
  - 2008 — Candidatura al miglior attore in un musical per 10 Million Miles[13]
  - 2015 — Candidatura al miglior attore in un musical per Finding Neverland[13]
- Drama League Award
  - 2015 — Candidatura al miglior attore per Finding Neverland

Emmy Awards
- 2010 — Candidatura alla migliore performance di un attore in una serie commedia o musicale per Glee[4]
- Golden Globe
  - 2009 — Candidatura al miglior attore in una serie commedia o musicale per Glee[3]
  - 2010 — Candidatura al miglior attore in una serie commedia o musicale per Glee[3]
- Outer Critics Circle Award
  - 2003 — Candidatura al miglior attore in un musical per Hairspray
  - 2005 — Candidatura al miglior attore in un musical per The Light in the Piazza
- Satellite Awards
  - 2009 — Miglior attore in una serie televisiva commedia o musicale per Glee[2]
  - 2010 — Candidatura al miglior attore in una serie televisiva commedia o musicale per Glee[2]

### Screen Actors Guild Award
- 2009 — Miglior cast in una serie commedia per Glee[1]
- 2010 — Candidatura al miglior cast in una serie commedia per Glee[1]
- Tony Award
  - 2005 — Candidatura per il miglior attore non protagonista in un musical per The Light in the Piazza[12]

## Doppiatori italiani
Nelle versioni in italiano delle opere in cui ha recitato, Matthew Morrison è doppiato da:
- Francesco Prando in Glee, Che cosa aspettarsi quando si aspetta, Men at Work, American Horror Story
- Marco Benedetti in Playing it Cool, Grey’s Anatomy
- Simone D'Andrea in Scrivimi una canzone
- Marco Vivio in C'era una volta una principessa
- Lorenzo Scattorin in Law & Order: Criminal Intent
- Roberto Certomà in CSI: Miami
- Massimiliano Manfredi in Ghost Whisperer - Presenze
- David Chevalier in Younger
- Riccardo Rossi in La ragazza dei tulipani
- Gianluca Cortesi in The Good Wife

Come doppiatore, la sua voce è stata sostituita da:
- Francesco Prando in The Cleveland Show